# Lebensversicherung
Unter dem Begriff Lebensversicherung werden alle Versicherungen verstanden, die biometrische Risiken wie Tod oder Invalidität absichern, sowie Versicherungen, die der privaten Altersvorsorge dienen.
Eine Lebensversicherung ist eine Individualversicherung, die die wirtschaftlichen Risiken aus der Unsicherheit der Lebensdauer der versicherten Person wirtschaftlich absichert. „Der Versicherungsfall ist das Erleben eines bestimmten Zeitpunkts (Erlebensfall) oder der Tod des Versicherten während der Versicherungsdauer (Todesfall).“
Lebensversicherungen sind Personenversicherungen, da das versicherte Risiko in der Person liegt. Im Lebensversicherungsvertrag wird eine Versicherungsleistung vereinbart, die im Versicherungsfall an den Versicherungsnehmer oder einen anderen Bezugsberechtigten ausgezahlt wird. Im Allgemeinen werden Lebensversicherungen als Summenversicherung abgeschlossen. Die Versicherungsleistung wird im Versicherungsfall als Geldleistung erbracht. Die Höhe des durch den Versicherungsfall tatsächlich entstandenen wirtschaftlichen Schadens spielt dabei keine Rolle.
Je nach vertraglicher Vereinbarung kann Tod während einer bestimmten Zeit (Todesfallversicherung), Erleben eines bestimmten Zeitpunktes (Erlebensfallversicherung), der Eintritt schwerer Krankheiten (Dread-Disease-Versicherung), die Berufs- bzw. Arbeitsunfähigkeit, Pflegebedürftigkeit oder andere, direkt mit dem menschlichen Leben zusammenhängende Gefahren als Versicherungsfall bestimmt sein und eine Leistung auslösen.
Rentenversicherungen gehören ebenfalls zu den Lebensversicherungen. Als Leistung wird eine regelmäßige Zahlung seitens des Lebensversicherers fällig, daher der Name „Rentenversicherung“.

## Geschichte und Entstehung
Erste Lebensversicherungen entstanden im antiken Rom, wo „Beerdigungsvereine“ die Bestattungskosten ihrer Mitglieder übernahmen und die überlebenden Verwandten der Verstorbenen finanziell unterstützten. Andere Vorläufer der modernen Lebensversicherungen waren die Tontinen im 17. Jahrhundert in Frankreich. Kaufleute, Schiffseigner und sogenannte Underwriter trafen sich in Lloyd’s Coffee House, dem Vorläufer der heutigen bekannten Versicherungsbörse Lloyd’s of London. Hier wurden durchaus auch Leistungszusagen auf das Leben von Menschen vorgenommen. Auch sonst gab es in England häufig Wetten auf das Leben von Menschen. Dies führte dazu, dass später Lebensversicherungsverträge nur noch abgeschlossen werden durften, wenn ein wirtschaftliches Interesse an dem Überleben des Versicherten nachgewiesen werden konnte.
Es wurden in dieser „Frühzeit“ der Lebensversicherung zwar in Verträgen Leistungen bei Tod oder Erleben von bestimmten Personen vorgesehen, doch geschah dies noch nicht auf systematisch kalkulierter Basis, sondern entweder in Form einer Umlage oder als eine Art Wette.
Eine historische Variante der Risikoversicherung ist die Wett-Versicherung. Diese war ein im 18. Jahrhundert in England geübtes Geschäft, das aber bereits 1774 verboten wurde. Zwei Personen wetteten auf das Leben einer dritten, dass diese zu einem bestimmten Zeitpunkt noch lebte, dabei brauchte der Dritte seine Zustimmung hierzu nicht zu geben.
Als Erfinder der Lebensversicherungsmathematik gilt Edmond Halley. Moderne Lebensversicherungen wurden im späten 17. Jahrhundert ins Leben gerufen. Als „moderner“ Ursprung gilt die erste mit versicherungsmathematisch bestimmten altersabhängigen Beiträgen arbeitende Society for Equitable Assurances on Lives and Survivorships 1762 in London. Auf dieser Basis wurden im 19. Jahrhundert auch Sterbekassen gegründet.

### Deutschland
In Deutschland wurden ab 1827 Lebensversicherungen von der Gothaer Lebensversicherungsbank verkauft, dem – von Ernst-Wilhelm Arnoldi gegründeten – ersten deutschen Lebensversicherer überhaupt. Arnoldi, ein Sohn der thüringischen Residenzstadt Gotha, gilt deshalb auch als Vater des deutschen Versicherungswesens. Der langjährige Leiter der Gothaer Lebensversicherungsbank, Gustav Hopf (1808–1872), wird wiederum als „Erfinder“ der traditionellen Form der deutschen Lebensversicherung auf den Todes- und Erlebensfall (gemischte Versicherung) gesehen. Otto Gerstenberg, Direktor der Victoria zu Berlin, führte 1892 in Deutschland die Lebensversicherung für jedermann ein, wodurch ohne Rücksicht auf die soziale oder finanzielle Lage der Versicherten die Lebensversicherung zur Volksversicherung wurde.
Nach dem Ersten Weltkrieg entstand eine Reichsheim-Arbeitsgemeinschaft.

### USA
Der Verkauf von Lebensversicherungen begann auch in den USA in den späten 1760er Jahren. Die Presbyterianer-Synoden in Philadelphia und in New York die Corporation for Relief of Poor and Distressed Widows and Children of Presbyterian Ministers (Vereinigung zur Unterstützung der armen und notleidenden Witwen und Kinder presbyterianischer Priester) wurde 1759 gegründet; Priester der episkopalischen Kirche organisierten einen ähnlichen Fonds im Jahre 1769. Beide basierten aber noch auf dem Umlageverfahren.
Am 18. Juni 1583 unterzeichneten Walter Gybbons als versicherte Person und 16 Underwriter in London den ersten (überlieferten) Risikolebensversicherungsvertrag. Sollte er innerhalb eines Jahres sterben, so sei an den Ratsherren Richard Martin der Betrag von 382 Pfund auszuzahlen.
Vor dem amerikanischen Bürgerkrieg versicherten viele Gesellschaften der USA die Leben der Sklaven – Nutznießer von allfälligen Entschädigungen waren aber die Sklavenhalter. Gesetzliche Vorschriften zwangen 2001 und 2003 die Lebensversicherer dazu, ihre Archive nach derartigen Lebensversicherungsverträgen zu durchforsten, um ggf. Ansprüche von Nachkommen zu befriedigen.

## Arten
Lebensversicherungen lassen sich nach verschiedenen Kriterien in Grundformen einteilen oder sind Kombinationen von diesen:

### Unterscheidung nach dem Versicherungsfall
- Todesfallversicherung: Die Leistung erfolgt im Todesfall während der Versicherungsdauer; ein Beispiel ist die Risikolebensversicherung.
- Erlebensfallversicherung: Die Leistung erfolgt bei Erleben des Endes der Versicherungsdauer. Eine Rentenversicherung kann man so auffassen, dass jede einzelne Rentenzahlung eine Erlebensfallversicherung darstellt.
- Berufsunfähigkeitsversicherung: Versicherungsleistung bei Berufsunfähigkeit.
- Aussteuerversicherung: Versicherungsleistung bei Heirat.
- Geburtenversicherung: Versicherungsleistung bei Geburt eines Kindes.

### Unterscheidung nach der Kapitalbildung
- Risiko-Versicherung: Hier erfolgt keine oder nur eine vorübergehende Kapitalbildung. Ziel und Zweck einer Risikoversicherung ist es, die Hinterbliebenen (Ehepartner, Kinder) oder den Versicherten bei Berufsunfähigkeit finanziell abzusichern. Beispiele sind Risikolebensversicherungen und Berufsunfähigkeitsversicherungen.
- Kapitalbildende Versicherung: Ein Teil des eingezahlten Beitrags wird zur Kapitalbildung verwendet, der später mit Sicherheit oder hoher Wahrscheinlichkeit wieder ausgezahlt wird. Beispiele sind gemischte Versicherungen, lebenslange Todesfallversicherungen und Rentenversicherungen.

### Unterscheidung nach der Bestimmung der Versicherungsleistung
- Konventionelle Lebensversicherung: Die Versicherungsleistung wird als fester Geldbetrag in einer bestimmten Währung vereinbart.
- Fondsgebundene Lebensversicherung: Die Versicherungsleistung wird in Anteilseinheiten eines Fonds vereinbart.
- Indexgebundene Lebensversicherung: Die Versicherungsleistung wird auf Basis eines anderen Index vereinbart.

### Unterscheidung nach der Art der Versicherungsleistung
- Kapitalversicherung: Einmalige Leistung durch Zahlung eines Kapitals.
- Beitragsbefreiung: Die Leistung wird in Form der Befreiung von der weiteren Beitragszahlung erbracht. Die vereinbarten Leistungen bleiben trotz des Wegfalls der Beitragszahlungspflicht bestehen (Term-Fix-Versicherung, Ausbildungsversicherung, Aussteuerversicherung, Geburtenversicherung, Berufsunfähigkeitszusatzversicherung).
- Rentenversicherung: Laufende Auszahlung als vom Überleben abhängige Rente.

### Unterscheidung nach der Anzahl der versicherten Personen
- Versicherung auf ein Leben: Eine versicherte Person.
- Versicherung auf verbundene Leben: Die Leistung wird dann erbracht, wenn, je nach Vereinbarung, die erste oder letzte meist zweier oder mehrerer versicherten Personen stirbt.
- Gruppenversicherung: Es werden im Rahmen eines Versicherungsvertrages mehrere Personen aus einer bestimmten Personengruppe, z. B. die Arbeitnehmer eines Arbeitgebers, versichert. Es handelt sich aber jeweils um Versicherungen auf ein Leben, nicht um verbundene Leben. Dies ist im Unterschied zu einer Gestaltung, wo für jede Versicherung ein eigener Vertrag abgeschlossen wird (Einzelversicherung).

### Unterscheidung nach der Fixierung des Preis-Leistungs-Verhältnisses
- Vollständig garantierte Beiträge und Leistungen: Die Beiträge und Leistungen sind im Vertrag als fester Betrag in einer Währung oder als feste Einheiten eines Index vereinbart.
- Verträge mit Beitragsanpassungsklausel: Die Beiträge können mit Wirkung für die Zukunft an geänderte Umstände angepasst, also je nach Vereinbarung erhöht oder auch gesenkt werden. (Beispiel: § 163 VVG)
- Verträge mit Überschussbeteiligung: Auf Grund von bei der Erbringung von vereinbarten Mindestleistungen verbleibenden Überschüssen werden Beiträge zurückerstattet oder zusätzliche Leistungen erbracht.
- Verträge mit zusätzlichen Zinszahlungen oder anderen freiwilligen Leistungen: Das Konto des Vertrages wird nach dem freien Ermessen des Versicherers durch zusätzliche Zinsen erhöht (Beispiel: Universal Life in den USA) bzw. erst werden nach dem freien Ermessen des Versicherers zusätzliche Leistungen erbracht (z. B. Lebensversicherung in Belgien).
- Verträge zu Selbstkosten: Beiträge werden im Umlageverfahren erhoben oder bis auf die benötigten Teile zurückerstattet (Beispiel: VVaG in Schweden). Hier wird allerdings normalerweise ein Entgelt für die Vertragsverwaltung oder Beträge für die Bildung von Eigenkapital einbehalten.

### Unterscheidung nach der Art der Beitragszahlung und Flexibilität bei Beiträgen und Leistungen
- Einmalbeitragsversicherungen: Die Beitragszahlungspflicht des Versicherungsnehmers aus dem Vertrag ist mit Zahlung des Einmalbeitrags erfüllt. Die Erbringung aller vertraglichen Leistungen erfolgt danach ohne weitere Beitragszahlung.
- Versicherung gegen laufenden Beitrag: Die Beitragszahlung erfolgt in regelmäßigen Abständen während der ganzen Versicherungsdauer. Üblich sind monatliche, vierteljährliche, halbjährliche und jährliche Beitragszahlung. Abgekürzte Beitragszahlung liegt vor, wenn die Beitragszahlung nur für einen Teil der Versicherungsdauer vorgesehen ist. Danach ist die Versicherung wie bei Einmalbeitragsversicherungen beitragsfrei.
- Versicherungen mit flexibler Beitragszahlung: Der Versicherungsnehmer kann in einem gewissen zeitlichen Rahmen und oft auch bzgl. der Höhe entscheiden, wann er welchen Beitrag zahlen möchte. Dies geschieht meistens bei Verträgen, die als Konto geführt werden. Ab Zahlung werden die Beiträge in der gezahlten Höhe verzinst und damit bestimmt sich dann auch die spätere Leistung. Die Leistungen hängen insofern von dem Zeitpunkt und der Höhe der Beitragszahlung ab.
- Versicherungen mit laufenden Einmalbeiträgen: Der Versicherungsnehmer kann frei entscheiden, ob, wann und in welcher Höhe er Beiträge zahlt. Danach richtet sich wie bei flexibler Beitragszahlung die Höhe des Leistungsanspruchs. Solche Beitragszahlungen erhöhen üblicherweise den Todesfallschutz nur in Höhe des gezahlten Beitrags, da sonst eine neue Gesundheitsprüfung erforderlich würde.
- Flexible Versicherungen: Der Versicherungsnehmer kann während der Vertragslaufzeit Beiträge erhöhen oder senken, Leistungsansprüche erhöhen oder senken (mit entsprechender Erhöhung oder Senkung der Beiträge), bestimmte Leistungsarten ein- oder ausschließen und Geld aus dem Konto entnehmen. Insbesondere die Erhöhung von Leistungsansprüchen erfordert üblicherweise eine erneute Gesundheitsprüfung.

Bei diesen Einteilungen ist zu beachten, dass ein einzelner Lebensversicherungsvertrag kompliziert gestaltet sein und jeweils mehrere Grundformen kombinieren kann. So gibt es Verträge, die sowohl Kapital- als auch Rentenleistungen vorsehen; es können auch Todesfall- und Erlebensfallkomponenten im Vertrag vereint sein.
Daneben werden zahlreiche Zusatzversicherungen angeboten. Die bedeutendste ist dabei die Berufsunfähigkeitsversicherung, die in diesem Zusammenhang als Berufsunfähigkeits-Zusatzversicherung (Abkürzung BUZ) bezeichnet wird. Weitere Zusatzbausteine sind die Unfalltod-Zusatzversicherung, bei der ein Mehrfaches der einfachen Todesfallleistung für den Fall des Unfalltodes versichert wird, und Pflegeversicherungsleistungen. In einigen Ländern sind auch Dread-Disease-Versicherungen verbreitet, bei denen die sonst bei Tod fällige Kapitalleistung schon bei Auftreten bestimmter schwerer Erkrankungen gezahlt wird.

## Einzelheiten wesentlicher Arten der Lebensversicherung

### Risikoversicherung
Die Risikoversicherung gibt es in verschiedenen Ausprägungen. Ihnen gemeinsam ist, dass nur dann eine Leistung seitens des Lebensversicherers fällig wird, wenn der Versicherungsfall (beispielsweise Tod, dann als Risikolebensversicherung bezeichnet, oder Berufsunfähigkeit, dann als Berufsunfähigkeitsversicherung bezeichnet) während der Versicherungsdauer eintritt. Tritt der Versicherungsfall während der Versicherungsdauer nicht ein, werden keine Leistungen fällig. Der Beitrag wird nur für das Versprechen des Lebensversicherers gezahlt, im Versicherungsfall eine Leistung zu erbringen, und ist daher wesentlich niedriger als der Beitrag zu einer Kapitallebensversicherung. 
Es gibt jedoch zwei unterschiedliche Kategorien von Versicherungspolicen, die unterschiedliche Deckungsstufen bieten, die Traumaversicherung und die Lebensversicherung.
Im Falle Ihres Ablebens soll die Lebensversicherung Ihre Angehörigen finanziell unterstützen. Es bietet Ihren Begünstigten im Todesfall eine Kapitalauszahlung, während die Police noch in Kraft ist. Dieses Geld kann verwendet werden, um Lebenshaltungskosten, unbezahlte Rechnungen und Bestattungsgebühren zu bezahlen.
Im Gegensatz dazu soll die Traumaversicherung finanzielle Unterstützung bieten, wenn man eine schwere Krankheit oder Verletzung erleidet, wie einen Herzinfarkt, Schlaganfall oder Krebs. Der Versicherer zahlt eine Pauschale aus, wenn eine versicherte Bedingung entdeckt wird.

#### Anwendung
Anwendungsbeispiele sind:
- Absicherung von wirtschaftlich abhängigen Angehörigen
- Sicherung von Verbindlichkeiten
- Trägertarif für eine oder mehrere Zusatzversicherungen (Berufsunfähigkeits-Zusatzversicherung)

Am häufigsten ist die Risiko-Lebensversicherung. Sie zahlt bei Tod der versicherten Person die versicherte Todesfallsumme (Versicherungssumme) an die Bezugsberechtigten aus. Dies gibt es ausgestaltet mit gleich bleibender oder fallender Versicherungssumme. Letztere wird meist zur Sicherung von Darlehen mit kontinuierlicher Tilgung verwendet. Die Versicherungssumme nimmt dabei im Lauf der Zeit in gleichem Maß ab (Annuität), wie das Darlehen getilgt wird. Sie wird in diesem Zusammenhang von Banken auch in Verbindung mit Darlehens- und Kreditverträgen als sogenannte Restschuldversicherung angeboten. Häufig ist – zur Sicherheit des Kreditgebers – der Abschluss einer solchen Restschuldversicherung Voraussetzung der Kreditgewährung.

#### Verbundene Leben
Daneben gibt es als Sonderfall noch die Risiko-Lebensversicherung auf verbundene Leben. Bei dieser Form der Risiko-Lebensversicherung gibt es mehrere versicherte Personen. Die versicherte Todesfallleistung wird nur einmal beim Tod einer versicherten Person während der Versicherungsdauer fällig. Die Risiko-Lebensversicherung auf verbundene Leben dient der gegenseitigen Absicherung wirtschaftlich voneinander abhängiger Personen (Geschäftspartner, Lebensgemeinschaften, Ehepaare ohne Kinder).

### Kapitalbildende Versicherung
Kapitalbildende Lebensversicherungen zeichnen sich dadurch aus, dass sie, meist neben sehr unsicheren Leistungen, auch sichere oder fast sichere Leistungen vorsehen. Diese sicheren oder fast sicheren Leistungen müssen für jeden einzelnen Vertrag angespart werden. Der Versicherer muss also für jeden einzelnen Vertrag das zur (fast) sicheren Leistung benötigte Kapital bis zu der Fälligkeit der Leistung bilden. Nur unsichere Leistungen können nach dem Versicherungsprinzip finanziert werden, wo die wenigen Leistungsfälle aus den Beiträgen der nicht Betroffenen bezahlt werden.
Kapitalbildende Versicherungen sind also solche, die wegen der hohen Wahrscheinlichkeit der Leistungsfälligkeit einen wesentlichen Sparprozess beim Versicherer erfordern. Diese Beschreibung zeigt aber zugleich, dass es keinen grundsätzlichen Unterschied zwischen kapitalbildenden Versicherungen und anderen gibt, sondern es sich um eine traditionelle Unterscheidung handelt. Versicherer müssen für alle Versicherungen Kapital bilden. Als kapitalbildend werden diejenigen bezeichnet, für die dies in einem besonders hohen Umfang gilt.
Die klassische Form der kapitalbildenden Versicherung ist die gemischte Lebensversicherung, eine Lebensversicherung auf den Todes- und den Erlebensfall. Die Leistung (Versicherungssumme) wird fällig bei Tod bzw. Erleben des Ablaufs. Da auf jeden Fall eine Leistung erbracht wird, nämlich entweder bei Tod vor oder Erleben des Vertragsendes, muss die mindestens zu erbringende Leistung vom Versicherer für jeden einzelnen Vertrag angespart werden. Stirbt der Versicherte aber sehr früh, kommt es zu einer wesentlich höheren Leistungspflicht als der bisher angesparte Betrag, die nur nach dem Versicherungsprinzip finanziert werden kann.
Die gemischte Lebensversicherung in ihren verschiedensten Formen, auch fondsgebunden, ist in vielen Ländern die vorherrschende Form der Lebensversicherung.
Auch die Rentenversicherung ist eine kapitalbildende Versicherung. Hier wird unterschieden zwischen der sofortbeginnenden Rentenversicherung, bei der nach Zahlung eines Einmalbeitrages sofort die Rentenzahlung beginnt, und der aufgeschobenen Rentenversicherung, wo die Rentenzahlung erst nach einer gewissen Zeit, der Aufschubzeit, beginnt. Letztere kann die Zahlung eines Einmalbeitrags oder, sehr häufig, eine laufende Beitragszahlung bis zum Ende der Aufschubzeit vorsehen. Bei vorzeitigem Tod während der Aufschubzeit wird meist wenigstens die Summe der bisher gezahlten Beiträge als Todesfallleistung gezahlt, so dass traditionelle Rentenversicherungen während der Aufschubzeit kein tatsächliches Todesfallrisiko beinhalten, sondern nur das Erlebensfallrisiko während des Rentenbezugs. Es ist sehr wahrscheinlich, dass eine gewisse Zahl von Rentenzahlungen erfolgt, da ein vorheriger Tod unwahrscheinlich ist. Daher wird auch für diese zukünftigen Rentenzahlungen Kapital angesammelt werden. Die weiteren Rentenzahlungen werden dann immer unwahrscheinlicher, so dass die Finanzierung nach dem Versicherungsprinzip schleichend gegenüber dem Ansparen Vorrang erhält. Bei zufällig sehr langem Leben ergeben sich aber wesentlich höhere Gesamtleistungen als tatsächlich Beiträge gezahlt wurden. Es kann auch vereinbart werden, dass in der Anfangszeit des Rentenbezugs die Zahlungen auch dann noch erfolgen, wenn die versicherte Person schon verstorben ist, die sogenannte Garantiezeit. In einigen Ländern wird die aufgeschobene Rentenversicherung als ein befristeter Sparvertrag verkauft, mit dem Versprechen, mit dem angesparten Betrag am Ende der Frist eine sofortbeginnende Rentenversicherung erwerben zu können. Der Umrechnungsfaktor, mit dem aus dem Betrag die sich ergebende Rente bestimmt wird, kann schon bei Vertragsabschluss vereinbart sein, liegt aber oft im freien Ermessen des Versicherers.

#### Anwendung
Typische Anwendungen sind:
- Kapitalanlage, Sparprodukt.
- Hinterbliebenenvorsorge, aber auch zur Deckung der Erbschaftsteuer, sogenannte unechte (Erbschaftsteuerversicherung).
- Kombinationsprodukt zur Familienabsicherung und zum Kapitalaufbau (meist mit dem Ziel Altersvorsorge)
- Darlehenssicherung, insbesondere im Zusammenhang mit Immobilienfinanzierungen
- Rückdeckung von Pensionszusagen in der betrieblichen Altersvorsorge (Rückdeckungsversicherung)
- In Sonderformen Kapitalanlage für einen bestimmten Zweck, der auch dann erreicht werden soll, wenn der Anleger das Ende des Sparvorgangs nicht selbst erlebt (die Ausbildungsversicherung und die Aussteuerversicherung).

#### Arten
Will man die kapitalbildende Lebensversicherung in verschiedene Ausprägungen und Gruppen unterteilen, so ist scharf zwischen Verkaufsbezeichnungen und Versicherungsformen zu trennen. Versicherungstechnisch gehören beispielsweise die Erbschaftsteuer-, die Vermögensnachfolge- und die Sterbegeldversicherung zur gleichen Versicherungsform und unterscheiden sich bei vielen Lebensversicherern technisch meist nicht. Vor diesem Hintergrund ergibt sich folgende technische Unterteilung:
- Versicherung auf den Todes- und Erlebensfall oder gemischte Lebensversicherung (kapitalbildende Kapital-Lebensversicherung, sie wird in Deutschland auch umgangssprachlich einfach als die Kapital-Lebensversicherung bezeichnet)

Sowohl der Todesfall vor als auch das Erleben des Endes der Vertragslaufzeit (Ablauf) stellen einen Versicherungsfall dar und führen zur Leistung der vereinbarten Versicherungssumme. Bei diesen Verträgen kann die Versicherungssumme bei Tod auch niedriger oder höher als die Versicherungssumme bei Erleben sein. In dem Fall hat die Versicherung insoweit reinen Todesfall- oder Erlebensfallcharakter.
- Lebenslange Todesfallversicherung (z. B. in Form einer Sterbegeldversicherung)

Die Leistung wird erbracht, wenn die versicherte Person stirbt oder ein vereinbartes, sehr hohes Lebensalter erreicht. Die Beitragszahlungsdauer dieser Lebensversicherung endet häufig mit einem bestimmten Alter (etwa 80 Jahre). Danach bleibt die Lebensversicherung beitragsfrei bestehen.  Manche Verträge bieten die Möglichkeit, am Ende der Beitragszahlungsdauer eine Erlebensfallleistung abzurufen, so dass die Lebensversicherung beendet wird oder mit einer reduzierten Versicherungssumme bestehen bleibt. Der Vertrag entspricht damit letztlich einer gemischten Versicherung mit sehr spätem Ablauf.
- Kapitalbildende Versicherung auf zwei verbundene Leben

Bei dieser Variante gibt es zwei versicherte Personen. Die Versicherungssumme wird nur einmal beim Tod der zuerst sterbenden versicherten Person während der Versicherungsdauer, spätestens aber beim vereinbarten Ablauf fällig (Versicherung auf den ersten Tod). Seltener gibt es auch Verträge, bei denen erst beim Tod beider Versicherten gezahlt wird bzw. wenn einer der beiden überlebt (Versicherung auf den zweiten Tod). Fälschlicherweise wird die Versicherung auf verbundene Leben auch als „Verbundene Lebensversicherung“ bezeichnet. Eine verbundene Lebensversicherung ist eine Lebensversicherung, die mehrere Leistungsarten kennt. So die Kapital-Lebensversicherung, die Leistungen bei Erleben des Vertragsendes sowie auch im Todesfall vorsieht.
- Termfix-Versicherung (z. B. in Form einer Ausbildungsversicherung)

Bei der Termfix-Versicherung wird die Versicherungssumme stets zu einem vorbestimmten Termin (daher Termfix) fällig. Versichert ist hier die Beitragszahlung. Stirbt die versicherte Person (meist der Beitragszahler), entfällt die weitere Beitragszahlungspflicht ohne Folgen für die Höhe der Leistung. Das Risiko liegt also in dem zu frühen Tod des Beitragszahlers, da hierdurch die Pflicht zur Zahlung der zur Finanzierung der Versicherungssumme bei Ablauf benötigten Beiträge entfällt. Ähnlich sind Heirats- und Geburtenversicherungen, bei denen allerdings zusätzlich auch noch der Zeitpunkt der Leistung davon abhängt, wann eine zweite versicherte Person heiratet oder ein Kind bekommt. Wenn dies bis zu einem bestimmten Zeitpunkt nicht geschieht, wird dann dennoch die Leistung ausgezahlt.
- Erlebensfallversicherungen, zumeist nur in Form von Rentenversicherungen

### Fondsgebundene Versicherung
Die fondsgebundene Lebensversicherung und die fondsgebundene Rentenversicherung (seltener die indexgebundene Lebensversicherung) sind kapitalbildende Lebensversicherungen, bei denen der gesamte Leistungsanspruch oder wenigstens ein wesentlicher Teil direkt an die Wertentwicklung von bestimmten vertraglich vereinbarten Finanzinstrumenten, meist Fondsanteile, oder andere Indices gebunden ist. Demzufolge übernimmt der Versicherer keine Verpflichtung, diese Leistung in einer absolut bestimmten Höhe zu erbringen. Inzwischen gibt es aber auch Formen, die eine Anlage in Garantiefonds vorsehen oder bei denen der Versicherer zusätzlich eine bestimmte Mindestleistung zusagt.
Die Versicherer sind gesetzlich verpflichtet, die entsprechenden Verpflichtungen vollständig mit den betreffenden Finanzinstrumenten zu bedecken, bzw. im Fall von Indizes mit Finanzinstrumenten, die den betreffenden Index möglichst genau abbilden. Die entsprechenden Kapitalanlagen des Versicherers werden damit auf Rechnung und Risiko des Versicherungsnehmers gehalten. Die Wertveränderungen bzw. Kapitalerträge dieser vertraglich bestimmten Kapitalanlagen gehen vollständig zu Lasten bzw. zu Gunsten der Versicherungsnehmer.
Da die Kapitalanlage nicht von dem Versicherer im Hinblick auf seine eigene Risikominderung zur Absicherung einer Garantie oder zugunsten der Versicherungsnehmer zur Erzielung einer verlässlichen Ablaufleistung vorgenommen wird, sind die Ergebnisse der fondsgebundenen Versicherung meist sehr volatil und wenig vorherbestimmbar. Ihre Eignung für die Grundversorgung im Alter ist daher umstritten. Die Rendite kann, insbesondere bei langen Laufzeiten, deutlich besser, aber auch wesentlich schlechter als bei konventionellen Lebensversicherungen sein, deren Kapitalanlage sich durch eine weite Mischung und Streuung auszeichnet. Bei der Grundversorgung für das Alter bedeutet die Möglichkeit eines wesentlich schlechteren Ergebnisses, bis hin zum Kapitalverlust, eine Gefährdung der Lebensgrundlage im Alter. Bei einer Zusatzversorgung hingegen über den lebensnotwendigen Grundstock hinaus kann dies anders sein. Statistische Langfristuntersuchungen sind für den einzelnen Versicherungsnehmer unerheblich, da er seine Altersversorgung in einer konkreten Abfolge von Kapitalmarktzyklen vornehmen muss.
Der Versicherungsnehmer kann selbst Einfluss auf die Anlagestrategie nehmen. So kann er oft die mit dem Vertrag verbundenen Investmentfonds aus einem mehr oder weniger umfangreichen Sortiment selbst wählen. Hierbei ist häufig auch eine Verteilung des Sparbeitrages auf mehrere Investmentfonds möglich.
Auch kann der Kunde die Auswahl der Investmentfonds, auch während der Vertragsdauer ändern:
- Shift(ing) – Das vorhandene Fondsguthaben wird gesamt oder teilweise in einen oder mehrere andere Fonds übertragen.
- Switch(ing) – Die zukünftigen Neuanlagen fließen, ohne Änderung der bisher erfolgten Anlage, in neu zu bestimmende Fonds.

Die Versicherungssumme im Todesfall ist bei der fondsgebundenen Lebensversicherung vertraglich oft in Höhe der Summe der zu zahlenden Beiträge (Beitragssumme) bestimmt. Diese kann jedoch bei vielen Anbietern auch beliebig durch Versicherungsnehmer bei oder sogar nach Vertragsabschluss erhöht oder reduziert werden.
Weitere übliche Ausgestaltungsmöglichkeiten der fondsgebunden Versicherung sind:
- Verlängerungsoption. – Der Versicherungsnehmer kann den Vertrag um fünf weitere Jahre verlängern. Diese Option ist sinnvoll, da ein fixes Vertragsende auch den Zwang bedeuten kann, die Fondsanteile zu einem bei Vertragsablauf niedrigen Stand zu verkaufen. Dies ist nur dann eine Alternative, wenn man in diesen fünf Jahren anderweitig versorgt ist.
- Ablaufmanagement. – Das Versicherungsunternehmen überträgt (shifting) automatisch oder nach Angebotsunterbreitung an den Versicherungsnehmer, in der Regel fünf Jahre vor Vertragsschluss, das vorhandene Fondsguthaben in Fonds, die einem niedrigeren Schwankungsrisiko ausgesetzt sind (meist Renten- oder Geldmarktfonds).
- Übertragungsoption. – Der Versicherungsnehmer kann sich die Fondsanteile, nach Vertragsbeendigung, auf ein eigenes Depot übertragen lassen. (Naturalleistung)
- Inzwischen gibt es auch dynamische Kapitalanlagestrategien, die, solange der Ablauftermin noch in ferner Zukunft liegt, risikoreicher investieren und, je mehr der Ablauftermin näherrückt, in immer risikoärmere Anlagen übergehen. Allerdings je komplexer und individueller die Kapitalanlage ist, desto höher sind auch die Kosten für die Kapitalanlage, die teilweise deutlich und mit Sicherheit die Rendite mindern.
- Abrufoption. – Der Kunde kann sich während der Vertragslaufzeit beliebige Teilbeträge aus dem vorhandenen Fondsguthaben auszahlen lassen. (Teilrückkauf)
- Sonderzahlungsoption. – Der Kunde kann sein investiertes Kapital durch Sonderzahlungen, in einen bereits bestehenden Vertrag, erhöhen. (Zuzahlung)

Fondsgebundene Lebensversicherungen ergänzt um Garantiekomponenten werden als Variable Annuitäten angeboten.
Wegen der rein auf Kontenbasis funktionierenden Verwaltung können fondsgebundene Versicherungen flexibler und transparenter als konventionelle Verträge sein. Allerdings erhöht jede vereinbarte Flexibilität auch Kosten der Verwaltung solcher Produkte. Die Transparenz seitens des Versicherers ist zwar hoch, doch ist die Beurteilung der Erfolgsaussichten von Fonds selbst für den Fachmann oft schwierig. Sie unterliegen dem Kursrisiko der Investmentfonds. Dieses Risiko kann aber durch Anlage in risikoarmen Fonds abgemildert werden, die allerdings auch eine deutlich niedrigere Renditechance haben. Letztlich kann die konventionelle Versicherung als Spezialfall der fondsgebundenen verstanden werden, bei der in einen sehr risikoarmen und wenig volatilen Fonds mit hohen Mindestgarantien investiert wird und durch ein Überschussbeteiligungssystem die noch verbleibenden Schwankungen weitgehend eliminiert werden können. Dadurch, dass dies mit kollektiven Mitteln geschieht, sind die Kosten für die Kapitalanlageverwaltung aber im Vergleich niedriger.

### Abgrenzung
Die Sozialversicherung sichert ähnliche Risiken ab, beruht aber nicht auf einem Versicherungsvertrag. Die Abgrenzung zur Krankenversicherung, insbesondere bei Leistungen im Fall der Berufs- bzw. Arbeitsunfähigkeit, ist durch nationales Recht geregelt. Die nicht zur Lebensversicherung gehörende Unfallversicherung grenzt sich dadurch ab, dass sie ausschließlich Leistungen bei Tod oder Invalidität als Folge eines Unfalls vorsieht.

## Standmitteilung
Eine Standmitteilung ist der jährliche Kontoauszug einer kapitalbildenden Lebens- und Rentenversicherung, das gilt auch für fondsgebundene. Sie soll den Versicherungskunden darüber informieren, wie sich der Wert seiner Versicherung entwickelt und mit welchen Leistungen am Vertragsende zu rechnen ist. Der Inhalt der Standmitteilungen wird grundsätzlich vom § 155 Versicherungsvertragsgesetz (VVG) geregelt.
Folgende Leistungsdaten eines kapitalbildenden Versicherungsvertrages hat der Versicherer seit Juli 2018 in einer Standmitteilung anzugeben:
- die vereinbarte Leistung bei Eintritt eines Versicherungsfalles zuzüglich Überschussbeteiligung zu dem in der Standmitteilung bezeichneten maßgeblichen Zeitpunkt
- die vereinbarte Leistung zuzüglich garantierter Überschussbeteiligung bei Ablauf des Vertrags oder bei Rentenbeginn unter der Voraussetzung einer unveränderten Vertragsfortführung
- die vereinbarte Leistung zuzüglich garantierter Überschussbeteiligung zum Ablauf des Vertrags oder zum Rentenbeginn unter der Voraussetzung einer prämienfreien Versicherung,
- den Auszahlungsbetrag bei Kündigung des Versicherungsnehmers
- die Summe der gezahlten Prämien bei Verträgen, die ab dem 1. Juli 2018 abgeschlossen werden; im Übrigen kann über die Summe der gezahlten Prämien in Textform Auskunft verlangt werden.

Eine Untersuchung der Marktwächter der Verbraucherzentrale Hamburg hatte 2016 ergeben, dass Standmitteilungen von Kapitallebensversicherungen oft am Informationsbedarf von Verbrauchern vorbeigehen. Ein Viertel der untersuchten Standmitteilungen erfüllten die bis zum 30. Juni 2018 geltenden gesetzlichen Vorgaben nicht vollständig.
Änderungen am § 155 VVG stellen ab Juli 2018 höhere Anforderungen an den Informationsgehalt und die Vergleichbarkeit von Standmitteilungen.

## Nutzen für den Versicherungsnehmer
Die Lebensversicherung überträgt die wirtschaftlichen Risiken aus zu frühem Tod (Sicherung der Hinterbliebenen) und zu langem Leben (eigener Unterhaltsbedarf) auf den Versicherer. Damit wird die wirtschaftliche Lebensplanung des Versicherungsnehmers bezüglich der Risiken aus Tod abgesichert. Weiter können im Rahmen der Lebensversicherung auch Risiken aus Berufsunfähigkeit und anderen dauerhaften Einschränkungen der Erwerbseinkünfte abgesichert werden.
Darüber hinaus ergibt sich im Rahmen einer Lebensversicherung auch die Möglichkeit der Investition in ein sehr großes und diversifiziertes Kapitalanlage-Portefeuille, das mit einem sehr niedrigen Liquiditätsbedarf angelegt werden kann, dessen Erträge im Rahmen der Überschussbeteiligung den Versicherungsnehmern gutgebracht werden. Ähnliche Portefeuilles stehen dem Verbraucher ansonsten nicht zur Verfügung.

## Solvenz der Versicherer
Lebensversicherungsverträge haben eine gegenüber anderen Verträgen extreme Laufzeit von Jahrzehnten, für die der Lebensversicherer an die einmal vereinbarten Beiträge gebunden ist, gleichgültig wie sich die wirtschaftlichen Umstände und die Lebenserwartung entwickeln. Zudem ist die Absicherung der Hinterbliebenen und der Altersversorgung von besonderer öffentlicher Bedeutung. Daher gelten in den meisten Staaten mit einem entwickelten Versicherungswesen für solche Versicherungsdienstleistungen strenge Regeln, die sicherstellen sollen, dass Lebensversicherer stets in der Lage sind, die einmal übernommenen Verpflichtungen für die ganze Vertragsdauer zu erfüllen. Hierzu müssen die Versicherer entsprechend den gesetzlichen Vorschriften Sicherheitsmittel (Solvabilität) zur Verfügung haben, also Kapitalanlagen, denen keine Verpflichtungen gegenüberstehen.
Hierzu zählt auch die Vorgabe, dass Lebensversicherer in den Verträgen nur ausreichend vorsichtig gewählte Beiträge für die Übernahme der vertraglichen Verpflichtungen vereinbaren dürfen. Die Lebensversicherer müssen in vielen Staaten den Nachweis erbringen können, dass die jeweils vereinbarten Beiträge ein mit den Methoden der Versicherungsmathematik bestimmtes, aktuell bei Vertragsabschluss als ausreichend angesehenes, Niveau nicht unterschreiten. In der EU ist dies durch die Richtlinie Solvency II (2009/138/EG) geregelt, die Ende 2009 in Kraft trat. Danach müssen die betroffenen Versicherer unter anderem bestimmte Kennzahlen zur Solvabilität veröffentlichen. Diesen zufolge erfüllen alle Versicherer die Solvabilitätsanforderungen im Jahr 2018, zwölf Unternehmen aber nur mit von der BaFin gewährten Bilanzierungshilfen.
Da die Hauptaufgabe einer Versicherung der Ausgleich von Risiken zwischen einer sehr großen Zahl gleichartiger Risiken ist (Risikoausgleich im Kollektiv), ist Versicherung stets Massengeschäft. Eine Vereinheitlichung aller Verträge ist damit nicht nur ein Gebot der Rationalisierung, sondern vor allem auch eine Notwendigkeit, um die Gleichartigkeit aller Verträge zu erreichen und damit die wirtschaftliche Aufgabe der Risikominderung zu gewährleisten.

## Kalkulation von Beitrag und Leistung
Die Versicherer sind in ihrer Beitragskalkulation frei, soweit sie die gesetzlichen Bestimmungen, insbesondere zur vorsichtigen Kalkulation und zur Gleichbehandlung der Versicherungsnehmer, erfüllen.
In vielen Ländern verwenden die meisten Lebensversicherer bei der Kalkulation der Beiträge auch heute noch weitestgehend die seit Jahrhunderten üblichen Methoden der traditionellen Versicherungsmathematik. In anderen Ländern werden die Verträge fast alle auf Basis von Konten geführt. Es sind auch Produkte auf dem Markt, deren Beiträge nach den Methoden der Finanzmathematik kalkuliert werden. Hierdurch können auch komplexe Finanzgarantien in die Verträge eingebunden werden.

### Äquivalenzprinzip
In der traditionellen Versicherungsmathematik wird der Versicherungsbeitrag und die Leistung nach dem Äquivalenzprinzip ermittelt. Dies bedeutet, dass der insgesamt erhobene Beitrag rechnerisch unter Berücksichtigung von Zins und abgehenden Verträgen den Leistungen und Kosten des Versicherers gemäß den gewählten Kalkulationsgrundlagen (Rechnungsgrundlagen) entspricht, d. h., es wird scheinbar kein sonst in der Preiskalkulation der Wirtschaft üblicher expliziter Gewinnzuschlag angesetzt. Die selbstverständlich notwendigen Gewinne für den Lebensversicherer entstehen aufgrund der, wie gesetzlich vorgeschrieben, vorsichtigen Wahl der Kalkulationsgrundlagen implizit, ggf. nach Überschussbeteiligung der Versicherungsnehmer. Das Äquivalenzprinzip ist damit eine reine Formalität zur Vereinfachung der Berechnung, sagt aber nichts darüber aus, ob der Beitrag fair oder angemessen ist, da die Kalkulation nicht auf realistischer Grundlage beruht. Dies entscheidet sich bei Verträgen mit Überschussbeteiligung ohnehin erst bei der Aufteilung des Überschusses zwischen Lebensversicherer und Versicherungsnehmern.

### Rechnungsgrundlagen
Unter den Rechnungsgrundlagen versteht man die der internen Beitragskalkulation des Lebensversicherers in einem Vertrag zugrundeliegenden kalkulatorischen Annahmen über die Zukunft, also die Sterbetafel, den Rechnungszins und die angesetzten kalkulatorischen Kosten. Der Rechnungszins kann sich auch implizit ergeben, in dem in der Kalkulation verschiedene mögliche zukünftige Kapitalerträge auf Basis verschiedener Kapitalmarktszenarien berücksichtigt werden (stochastische Modellierung des Beitrags). Mittels dieser Rechnungsgrundlagen wird bei Vertragsabschluss der Beitrag für die vertraglichen Leistungen bestimmt und dieser Beitrag dann mit dem Versicherungsnehmer im Vertrag vereinbart. Dieser vereinbarte Beitrag ist normalerweise nicht mehr änderbar. In vielen Ländern ist vorgeschrieben, ihn so vorsichtig zu bestimmen, dass er über die ganze Vertragslaufzeit, die Jahrzehnte betragen kann, hinweg für die Vertragserfüllung ausreichend ist.
Neben den Rechnungsgrundlagen für die Bestimmung der Beiträge kann es auch gesonderte Rechnungsgrundlagen für die Bestimmung der Rückkaufswerte, der beitragsfreien Summen, nachfolgender Vertragserhöhungen, auch durch Überschussbeteiligung geben. Hinzu kommen die Rechnungsgrundlagen mit denen der Wert des Vertrages für Zwecke der Bilanzierung bestimmt wird.
Eine Sterbetafel ist eine Tabelle, die jedem Alter, gegebenenfalls nach Geschlecht und weiteren Unterscheidungsmerkmalen getrennt, eine Sterbewahrscheinlichkeit für dieses Lebensjahr zuordnet. Da die Versicherten mit dem Tod aus dem Kollektiv ausscheiden, wird die Sterbetafel auch Ausscheideordnung genannt. Neben der Sterbetafel gibt es noch Tabellen von Ausscheideordnungen, die andere biometrische Risiken darstellen, wie schwere Krankheit, Berufsunfähigkeit.

### Differenzierung und Ausschlüsse
Die Beiträge berücksichtigen im notwendigen Umfang individuelle Besonderheiten, differenzieren wie nach Alter, Geschlecht, Gesundheitszustand der versicherten Person zum Versicherungsbeginn sowie von der Versicherungssumme und der Laufzeit (Versicherungsdauer) der Versicherung. Bisweilen werden auch Zuschläge für die Ausübung bestimmter Berufe oder Freizeitbeschäftigungen verlangt. In vielen Ländern gibt es Einschränkungen, nach welchen Kriterien die Beiträge differenziert werden dürfen, insbesondere ist oft eine Differenzierung nach Geschlecht verboten.
Üblicherweise schließen Lebensversicherer Verträge nur auf das Leben von Personen in gewissen Altersgrenzen ab, auch für die möglichen Versicherungssummen gibt es Grenzen nach oben und unten.

### Zusätzliche Leistungen und Überschussbeteiligung
In vielen Verträgen ist vorgesehen, dass die Versicherungsnehmer zusätzlich zu den garantierten Leistungen noch weitere, nicht vorab garantierte Leistungen erhalten oder Teile der Beiträge zurückerstattet werden. Dies kann im Rahmen einer Überschussbeteiligung geschehen oder liegt im freien Ermessen des Versicherers. Viele Länder regulieren solche Zusatzleistungen. In anderen werden sie vollständig den Marktkräften überlassen.
Da die Beiträge für lange Laufzeiten sehr vorsichtig vereinbart werden, verbleiben fast stets deutliche Überschüsse nach der Erbringung der garantierten Leistungen. Aus diesen Überschüssen werden die zusätzlichen Leistungen finanziert. Allerdings sind Versicherer auch meist frei, mehr zusätzliche Leistungen zu erbringen, als sie aktuell an Überschüssen erwirtschaften.
Bei einer Erstattung eines Teils der Beiträge ist nur der sich netto ergebende Zahlbeitrag zu zahlen. In einigen anderen Ländern wird dieser Zahlbeitrag sofort vereinbart, der Versicherer darf den Beitrag aber, falls er nicht mehr ausreicht, ohne Weiteres bis zu einem vertraglich vereinbarten Höchstwert erhöhen. Es gibt in vielen Ländern auch die Möglichkeit, die erstatteten Beiträge verzinslich anzusammeln und beim Ablauf der Versicherungsdauer auszuzahlen.
Die Prognose dieser zusätzlichen Leistungen ist naturgemäß mit einer hohen Unsicherheit verbunden. In vielen Ländern dürfen Versicherer bei Vertragsabschluss mögliche Verläufe der Leistungen beispielhaft darstellen, in manchen Ländern sogar Prognosen abgeben. Insbesondere in Zeiten fallender Börsen und niedriger Zinsen fallen die tatsächlichen Ablaufleistungen niedriger aus als bei Vertragsabschluss dargestellt. Um zu verhindern, dass durch zu optimistische Darstellungen Versicherungsnehmer beim Abschluss fehlgeleitet werden, regulieren viele Länder solche Darstellungen.

## Gestaltungsrechte und Leistungseinschränkungen

### Bezugsberechtigung
Grundsätzlich werden Leistungen an den Versicherungsnehmer erbracht. Da dies im Fall einer Versicherung auf den Tod des Versicherungsnehmers, einer sehr häufig vorkommenden Gestaltung, oft nicht sinnvoll ist, da die Leistung dann in das Erbe fällt, hat sich weltweit eine umfassende Gestaltungsmöglichkeit von Bezugsberechtigungen entwickelt. Der Versicherungsnehmer gibt meist schon bei Vertragsabschluss an, wer welche Leistung bei Fälligkeit erhalten soll. Diese Festlegung kann er später jederzeit ändern, wenn er sie nicht ausdrücklich unwiderruflich festgelegt hat. Bei besonderen Versicherungen, insbesondere im Zusammenhang mit der betrieblichen Altersversorgung oder staatlich geförderten Verträgen, kann auch gesetzlich bestimmt werden, wer bezugsberechtigt sein soll. Im nationalen Recht gibt es oft umfangreiche Regelungen, wie Bezugsberechtigungen zu interpretieren sind.

### Beitragsfreistellung
In den meisten Ländern ist vorgesehen, dass die Beitragszahlung bei laufender Beitragszahlung jederzeit vom Versicherungsnehmer beendet werden kann. In dem Fall wird der Leistungsanspruch entsprechend gesenkt. Hierbei werden normalerweise im Vergleich zu Verträgen, die von vornherein nur die so abgekürzte Beitragszahlung vorgesehen haben, zusätzliche Kosten in Ansatz gebracht.

### Vorzeitige Kündigung und Rückkaufswert
In vielen Ländern ist vertraglich oder gesetzlich vorgesehen, dass bestimmte Versicherungen vom Versicherungsnehmer vorzeitig gekündigt werden können. Versicherer können die Verträge normalerweise nur unter außerordentlichen Umständen kündigen, z. B. bei falschen Angaben bei Vertragsabschluss oder auch bei der Falschberatung durch den Berater. Bei einer vorzeitigen Kündigung erhält der Versicherungsnehmer je nach vertraglicher Vereinbarung oder Art des Vertrages den sogenannten Rückkaufswert. Dieser wird in vielen Ländern vertraglich der Höhe nach vereinbart und unterliegt oft gesetzlichen Vorgaben. Oft ist er aber auch weitgehend, auch nach Vertragsabschluss, im Ermessen des Versicherers. Insbesondere behalten sich Versicherer oft vor, Rückkaufswerte zu reduzieren, wenn der aktuelle Wert der bedeckenden Kapitalanlagen niedriger ist als der Rückkaufswert. Damit soll verhindert werden, dass die Versicherungsnehmer mit der Kündigung gegen den Versicherer spekulieren können.
Der Rückkaufswert ist meist in den ersten Jahren wesentlich niedriger als
die Summe der bislang eingezahlten Beiträge, in einigen Ländern auch deutlich niedriger als der aktuelle Wert der zukünftigen Ansprüche. Einige Länder schreiben vor, dass der Rückkaufswert wenigstens diesem aktuellen Wert entsprechen muss.
Eine positive Rendite auf die eingezahlten Beiträge ergibt sich meist erst nach mehreren Jahren Laufzeit. Grund hierfür ist, dass die Beiträge höher sind, als für die Erbringung der reinen Leistungen benötigt würde. Daher ist der Wert des Vertrages anfangs niedrig im Vergleich zu den anfänglich gezahlten Beiträgen. Hinzu kommt, dass nur ein Teil der Beiträge zum Rückkaufswert beiträgt. Beitragsteile für Versicherungsschutz und Kosten der bereits zurückgelegten Zeit tragen nicht zum Rückkaufswert bei.
Oftmals werden Stornoabschläge vereinbart. Sie werden damit begründet, dass der Lebensversicherer für vorzeitige Abgänge Anlagen höherer Liquidität und entsprechend geringerer Rendite vorhalten muss und daher die angestrebte Fristentransformation nicht idealtypisch realisieren kann. In der Praxis werden diese Leistungen zwar in der Regel aus aktuellen Zahlungsströmen bedient, da dieses Kapital aber dann nicht für Neuanlagen zur Verfügung steht, ist der Schaden kalkulatorisch dennoch entstanden. Ein weiterer Grund liegt in der auftretenden Antiselektion, da die Gefahr besteht, dass vor allem schlechte Risiken im Bestand bleiben. Zudem bedeutet eine vorzeitige Kündigung auch einen zusätzlichen Verwaltungsaufwand.

### Suizid und Ermordung der versicherten Person durch den Bezugsberechtigten
Bei Suizid der versicherten Person ist der Versicherer normalerweise von der Leistung frei, sofern der Suizid bei klarem Verstand erfolgte. Allerdings muss oft der Rückkaufswert ausgezahlt werden. In vielen Ländern wird an den Bezugsberechtigten nicht geleistet, wenn dieser die versicherte Person ermordet hat.

## Zweitmarkt und Policendarlehen
In vielen Ländern werden Verträge, anstatt sie zu kündigen, aktiv in Märkten, dem sogenannten Zweitmarkt für Lebensversicherungen (Gebrauchtpolicen), gehandelt. Hierbei wird bei Erwerb der Ansprüche aus einer schon bestehenden Lebensversicherung auf die Höhe der möglicherweise zukünftigen zusätzlichen Leistungen spekuliert. Wegen der hohen damit verbundenen Unsicherheiten wird aber zumeist ein recht hoher Abschlag genommen. Investments in solche Gebrauchtpolicen sind daher eine spekulative Anlage.
Versicherer gewähren in vielen Ländern den Versicherungsnehmern eine Vorauszahlung auf zukünftig sicher fällige Versicherungsleistungen. Solche Vorauszahlungen können auch wie Darlehen gestaltet sein. Daher werden sie als Vorauszahlungen oder Policendarlehen bezeichnet. Sie werden normalerweise verzinst, wenigstens in dem Umfang, in dem auch implizit die Versicherungsleistung verzinst wird.

## Kosten & Gebühren
Zum Zwecke verbesserten Verbraucherschutzes, wurden mittlerweile EU-Vorgaben in deutsches Recht umgesetzt, die Interessenten vor einem Vertragsabschluss wichtige Informationen und Transparenz über die anfallenden Vertragskosten geben.
- Gesetzliches Produktinformationsblatt: Das gesetzliche Produktinformationsblatt (PIB) schlüsselt die Abschluss- & Vertriebskosten sowie die jährlichen Verwaltungskosten des Vertrages auf. Dieses Blatt ist Verbrauchern vor einem Vertragsabschluss zur Verfügung zu stellen.
- Effektivkostenquote: Die Effektivkostenquote wird ebenfalls im PIB angegeben und stellt die Vertragskosten als Renditeminderung dar.

## Landesspezifische Regelungen

### Österreich
In Österreich werden auf dem Gebiet der Lebensversicherung zum Teil andere Bezeichnungen als in Deutschland verwendet:
| Bezeichnung Österreich               | Bezeichnung Deutschland             | Bedeutung |
| ------------------------------------ | ----------------------------------- | --- |
| Ablebens- oder Todesfallversicherung | Risikolebensversicherung            | Reiner Todesfallschutz |
| Erlebensversicherung                 | Sparplan                            | Reiner Sparplan ohne Versicherungsschutz, im Todesfall wird üblicherweise nur die Summe der bis dahin eingezahlten Beiträge rückerstattet oder der aliquote Anteil an der Versicherungssumme. |
| Ab- und Erlebensversicherung         | Gemischte Kapitallebensversicherung | Todesfallschutz kombiniert mit Erlebensfallversicherung |
| Prämie                               | Beitrag                             | bei Versicherungsvereinen auf Gegenseitigkeit spricht man von einem Beitrag. Bei Aktiengesellschaften von einer Prämie. In der Versicherungsmathematik ist meistens von Prämien die Rede.     |
| Gewinnbeteiligung                    | Überschussbeteiligung               | |
| Police                               | Versicherungsschein                 | Vertragsdokument |
| Einmalerlag                          | Einmalbeitrag                       | Einmalige Beitragszahlung |

### Schweiz
Die negativen Erfahrungen der Weltwirtschaftskrise führten 1930 zur Schaffung eines Sicherstellungsgesetzes, womit die Versicherer z. B. angehalten wurden, einen sog. Sicherungsfonds zugunsten der Versicherten zu öffnen. Die Regulierungsbehörde ist heute die Finma.